# Долиће (Крапина)
Долиће (до 1991. Долићи) је насељено место у саставу града Крапине у Крапинско-загорској жупанији, Хрватска. До територијалне реорганизације у Хрватској налазило се у саставу старе општине Крапина.

## Становништво
На попису становништва 2011. године, Долиће је имало 436 становника.

## Попис1991.
На попису становништва 1991. године, насељено место Долићи је имало 396 становника, следећег националног састава:
| Попис 1991.‍  | Попис 1991.‍  | Попис 1991.‍ | Попис 1991.‍ | Попис 1991.‍ |
| ------------ | ------------ | ----------- | ----------- | ----------- |
|              |              |             |             |             |
| Хрвати       | Хрвати       |             | 381         | 96,21%      |
| Словаци      | Словаци      |             | 1           | 0,25%       |
| Словенци     | Словенци     |             | 1           | 0,25%       |
| неопредељени | неопредељени |             | 13          | 3,28%       |
| укупно: 396  |              |             |             |             |